# Placówka Straży Celnej „Glinowo”

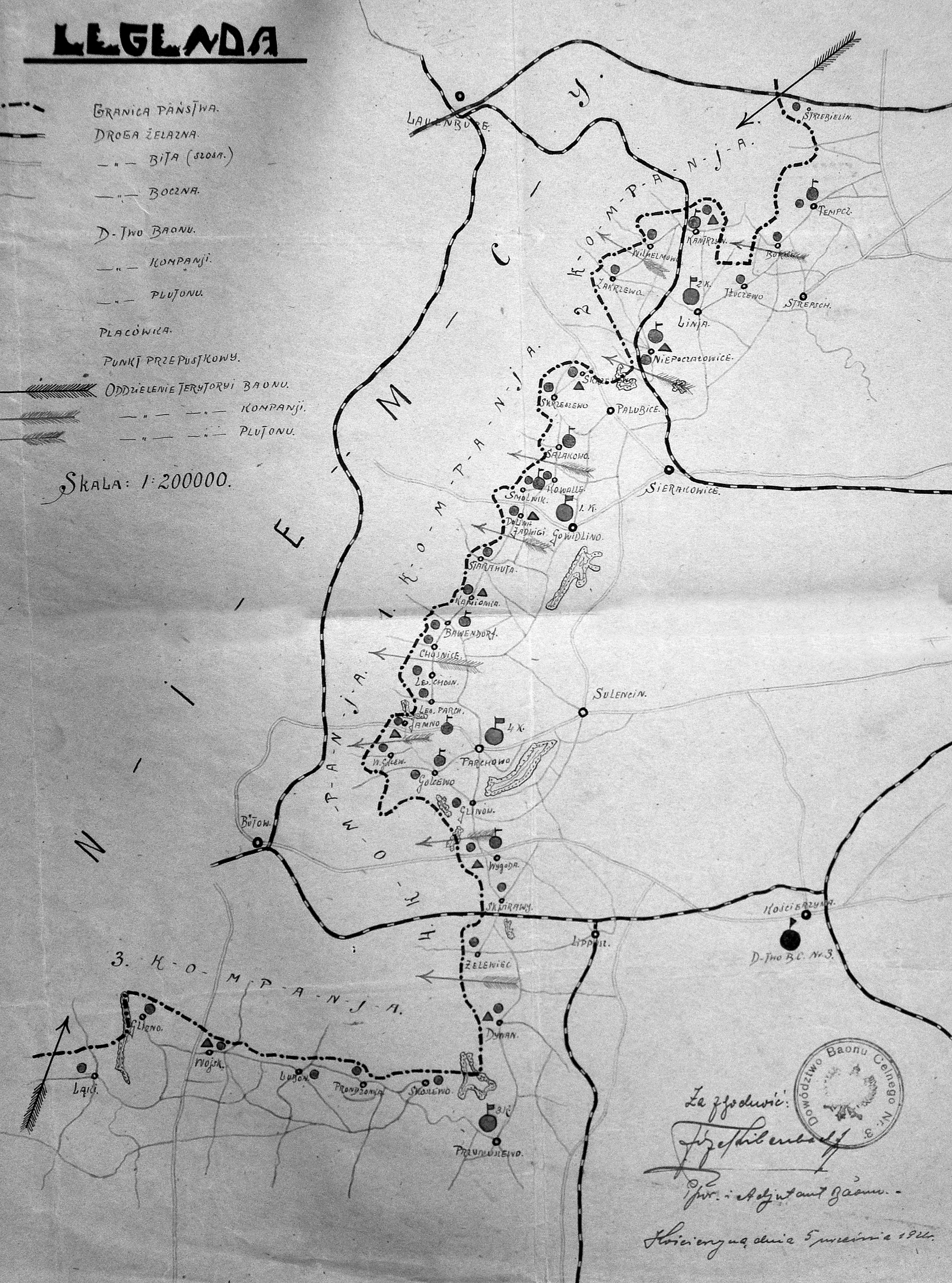
Rozmieszczenie placówek 3 batalionu celnego w 1921 roku

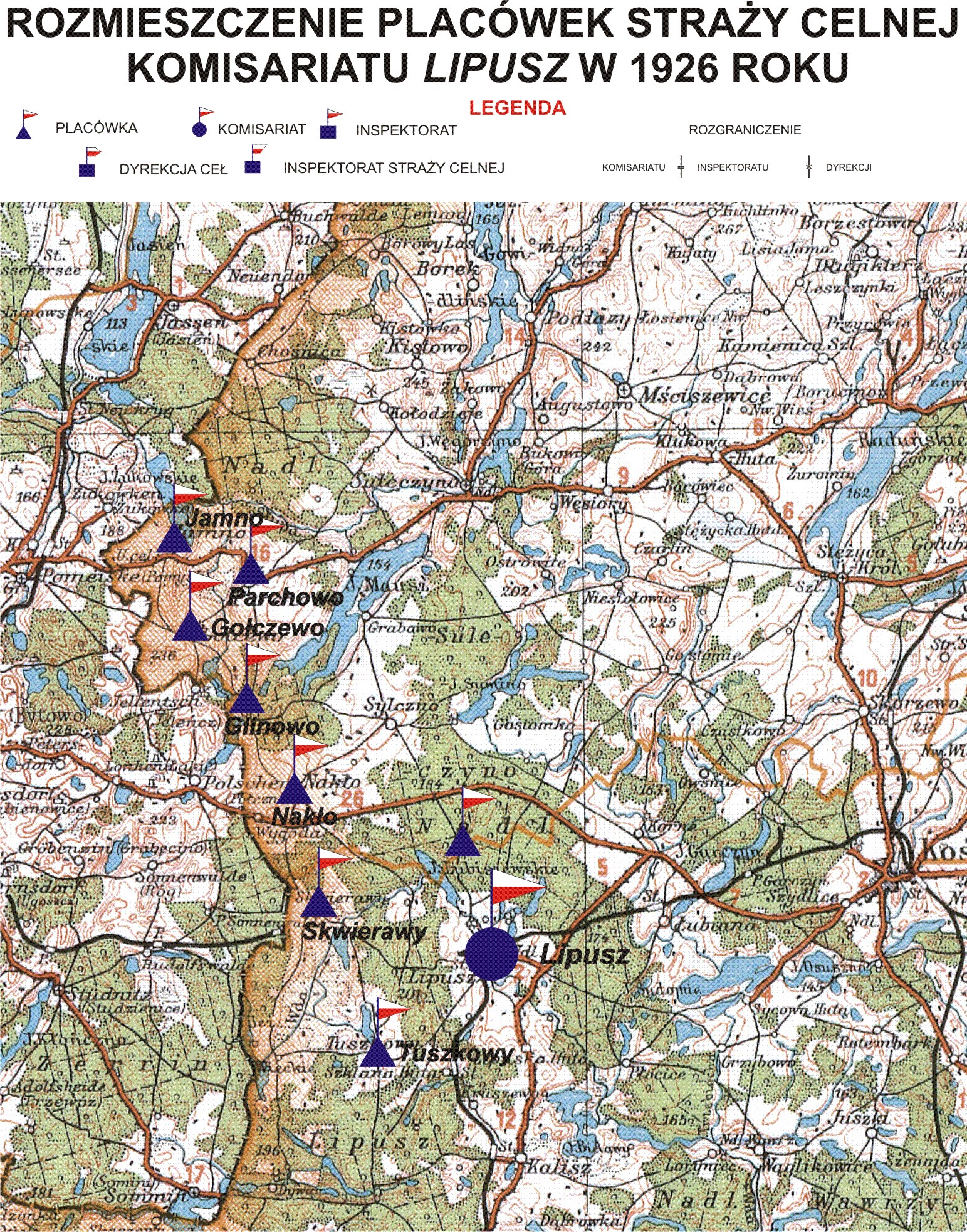
Rozmieszczenie placówek Straży Celnej Komisariatu Lipusz

Placówka Straży Celnej „Glinowo” – jednostka organizacyjna Straży Celnej pełniąca w okresie międzywojennym służbę ochronną na granicy polsko-niemieckiej.

## Formowanie i zmiany organizacyjne
Na wniosek Ministerstwa Skarbu, uchwałą z 10 marca 1920 roku, powołano do życia Straż Celną. Od połowy 1921 roku jednostki Straży Celnej rozpoczęły przejmowanie odcinków granicy od pododdziałów Batalionów Celnych. W 1921 roku w Parchowie stacjonował sztab 4 kompanii 3 batalionu celnego. 4 kompania celna wystawiła między innymi placówkę w Glinowie. W 1922 roku w Parchowie stacjonował sztab 3 kompanii 17 batalionu celnego. 3 kompania celna wystawiła między innymi placówkę w Glinowie. Proces tworzenia Straży Celnej trwał do końca 1922 roku. Placówka Straży Celnej „Glinowo” weszła w podporządkowanie komisariatu Straży Celnej „Lipusz” z Inspektoratu SC „Kościerzyna”.
W drugiej połowie 1927 roku przystąpiono do gruntownej reorganizacji Straży Celnej. W praktyce skutkowało to rozwiązaniem tej formacji granicznej. Ochronę północnej, zachodniej i południowej granicy państwa przejęła powołana z dniem 2 kwietnia 1928 roku Straż Graniczna. W strukturach nowo powstałej formacji nie odtworzono placówki „Glinowo”.

## Funkcjonariusze placówki
Kierownicy placówki
| stopień    | imię i nazwisko, numer | okres pełnienia służby | kolejne stanowisko |
| ---------- | ---------------------- | ---------------------- | ------------------ |
| przodownik | Jan Burek (1702)       | był w 1926             |                    |

Obsada personalna placówki w 1926:
- przodownik Jan Burek (1702)
- starszy strażnik Wincenty Szoeneich (2184)
- strażnik Jan Bosy (1696)
- strażnik Jan Gabler (1716)